# M14自动步枪
M14（United States Rifle, Caliber 7.62 mm, M14）是美國在二次大戰後採用的一款戰鬥步槍，由春田兵工廠設計及生產，用以取代美國軍隊在二戰期間大量配備的M1加蘭德步槍，成為美軍在越戰早期使用的最主要步槍，到越戰後期被M16突擊步槍取代，但有部分經過改良的衍生型其後獲美軍採用。

## 歷史及設計

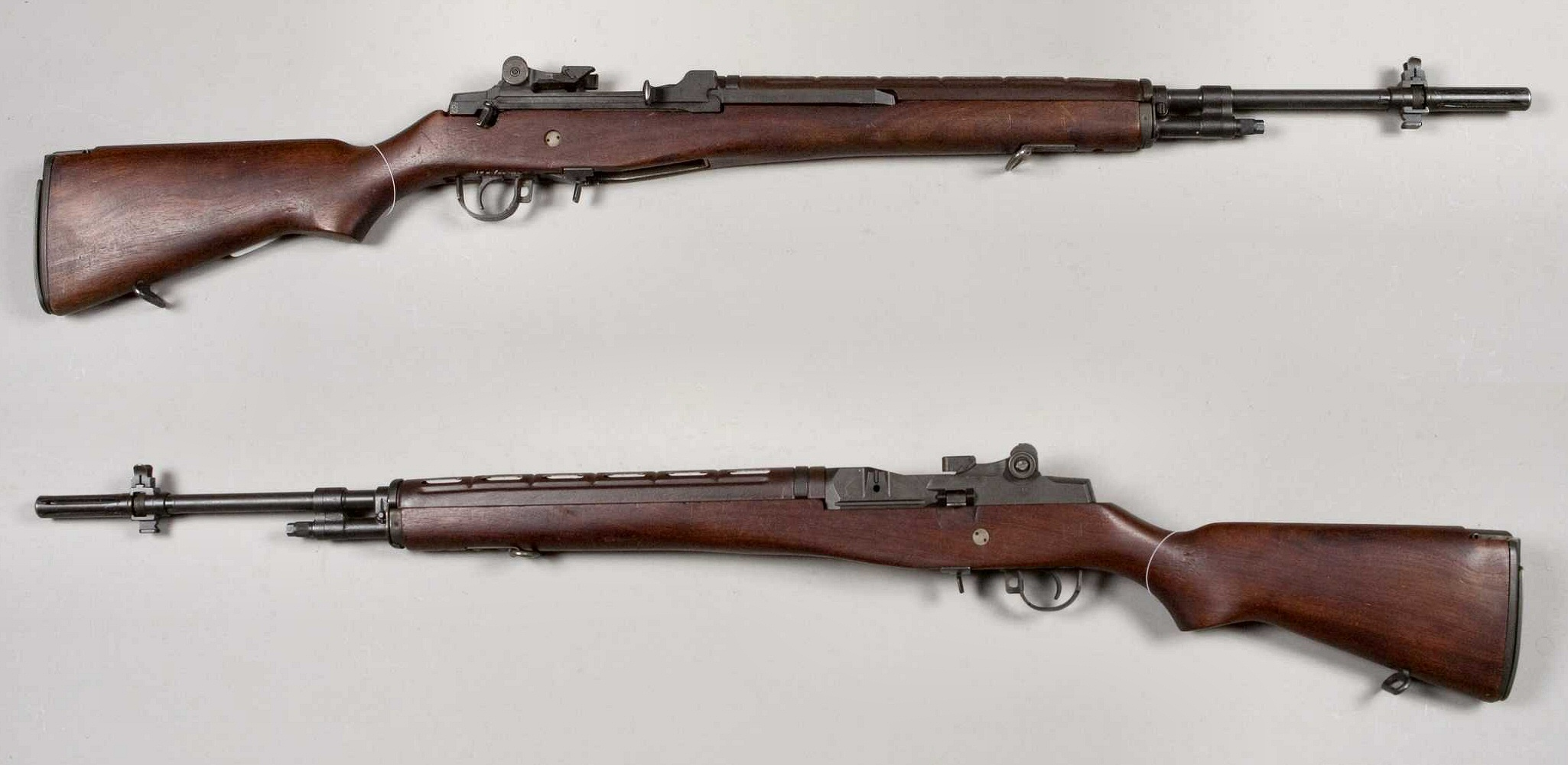
M14在沒裝上彈匣時的外觀與M1加蘭德步枪較為相似

1945年，美國開展新步槍的研究計劃，著名槍械設計師約翰·加蘭德在M1加蘭德步枪基礎上開始設計自動步枪，他在1954年設計出原型槍T44，並且在美軍的評選中擊敗FN FAL及M16步槍的原型AR-10等競爭對手，經過進一步修改後，於1957年獲美軍採用為制式步槍，被命名為M14步槍，1959年起在春田兵工廠生產。M14步槍成為美國軍隊制式裝備後逐步取代二戰時期的M1加蘭德步枪、M1卡賓枪和白朗寧自動步槍（BAR）。
M14步槍的部份零件繼承自M1加蘭德步枪，兩者均採用氣動式原理，轉拴式槍栓方式運作。但M14改用了短行程導氣活塞系統，與M1加蘭德的長行程導氣活塞系統不同。與M1加蘭德相同，M14的外殼仍是常見於傳統步槍的一體化木質槍身，沒有握把，外觀與同時期開發的FN FAL及AK等步槍有明顯分別。其拉機柄設置在機匣右側，為槍栓的一部份，同時設有無彈後定功能。M14的導氣管位於槍管下方，快慢機設置在後照門座右側下方，可選擇半自動或全自動射擊，保險裝置則另外設置在扳機護環前方。後來考慮到M14在全自動射擊時的後座力很難以控制，美軍於是在部份M14步槍安裝快慢機鎖，取消連射功能，只能作為半自動步槍使用。M14使用可拆卸的20發彈匣供彈，槍管下方可裝上M6刺刀，亦可以發射22毫米槍榴彈，之後衍生出加裝兩腳架的M14A1班用自動武器及狙擊步槍版本。
美國軍方在1950年代仍維持過往的思維，即軍用步槍需具備遠射程及威力大的設計理念，不接受中間型威力槍彈或發展小口徑步槍。另一方面，納粹德國在二戰末期採用的StG44突击步枪引領出突擊步槍的概念，當時由蘇聯領導的東方集團在戰後也採納同一概念並大量採用AK作為單兵標準裝備，但因為美軍的思維仍停留在兩次大戰時期，所以當北約在1950年代初推行彈藥通用化的選型時，美國堅決反對任何降低威力及縮短射程的槍彈，並憑藉在北約的領導地位，排除所有大幅縮小口徑或降低裝藥量的提案，結果於1953年，北約在美國極力推崇下選擇了7.62×51毫米全威力槍彈作為制式輕武器標準槍彈，雖然彈殼比美軍原有的.30-06春田步槍彈縮短了12毫米，裝藥量亦隨之減少，但比蘇聯採用的7.62×39毫米槍彈仍長了不少，當然北約7.62×51毫米槍彈的射程和威力也比較高，不過後坐力亦較大，導致同時期由其他北約成員國開發的FN FAL及HK G3等自動步槍，也有全自動連發時難以控制的問題。M14步槍在投產時亦使用了該款北約標準槍彈，從而實現了北約成員國在彈藥方面的通用化，簡化了後勤補給的複雜度。
M14步槍成為美軍標準配備數年後便遭遇實戰考驗。1960年代，美國介入越南戰爭，M14也跟隨美軍參戰。實戰證明在東南亞的叢林環境作戰，M14步槍就顯得十分笨重，美軍更發現當初堅持採用的北約7.62×51毫米槍彈，卻因為叢林戰經常是短距離交戰，使長射程的優勢無從發揮，反而彈藥威力過大，全自動射擊時的後坐力令槍械難以穩定地握持，導致連射的精確度太低，不利於火力壓制，實戰效能不及北越軍隊和越共游擊隊使用的AK系列突擊步枪。美國軍方吸取實戰經驗後，於1963年終止採購M14，並在1967年改為採用小口徑的M16突擊步槍，同時開始把前線部隊的M14全面撤裝，這一決定導致歷史悠久的國營春田兵工廠倒閉。大量庫存的M14步槍後來按照美國的軍事援助計劃移交給外國軍隊。此外，原廠的M14步槍生產線亦曾出售予中華民國，並於1967年1月23日正式簽約授權製造，定型為57式步槍。
不過，M14步槍並未因此在美軍使用的槍械清單中完全消失，M14步槍因為具備單發精度高、射程遠及槍身堅固等優點，美國軍方於1969年將淘換下來的M14步槍加裝瞄準鏡用作狙擊步槍，加以改良後成為M21狙擊手武器系統，M14改為狙擊步槍後受到部隊歡迎，即使在1980年代後期引進M24狙擊手武器系統也未有被淘汰。從1990年代到21世紀初，美軍在阿富汗和伊拉克的作戰中也重新起用更多配上高精度槍管、兩腳架和瞄準鏡的M14作精確射手步槍的用途，以提供遠射程精確支援火力。經過大量現代化改造的M14步槍亦以M14 EBR或Mk 14 Mod 0／Mod 1的名義重新裝備美軍和特種作戰部隊。美軍儀仗隊目前亦使用M14作儀仗步槍。
除美軍以外，一些國家至今也繼續裝備由美國軍援的M14。如菲律賓軍隊在2017年馬拉威危機期間與伊斯蘭國武裝份子交戰時，除了使用M16A1外亦有使用M14；希臘海軍目前仍以M14作制式步槍；波羅的海三國從蘇聯獨立後獲得的美國軍援武器包括了大量M14、M16A1及M1911A1手槍。其中立陶宛軍隊將一種經現代化改裝的M14作狙擊步槍使用。在2022年俄羅斯入侵烏克蘭期間立陶宛將部分M14援助給烏克蘭使用。

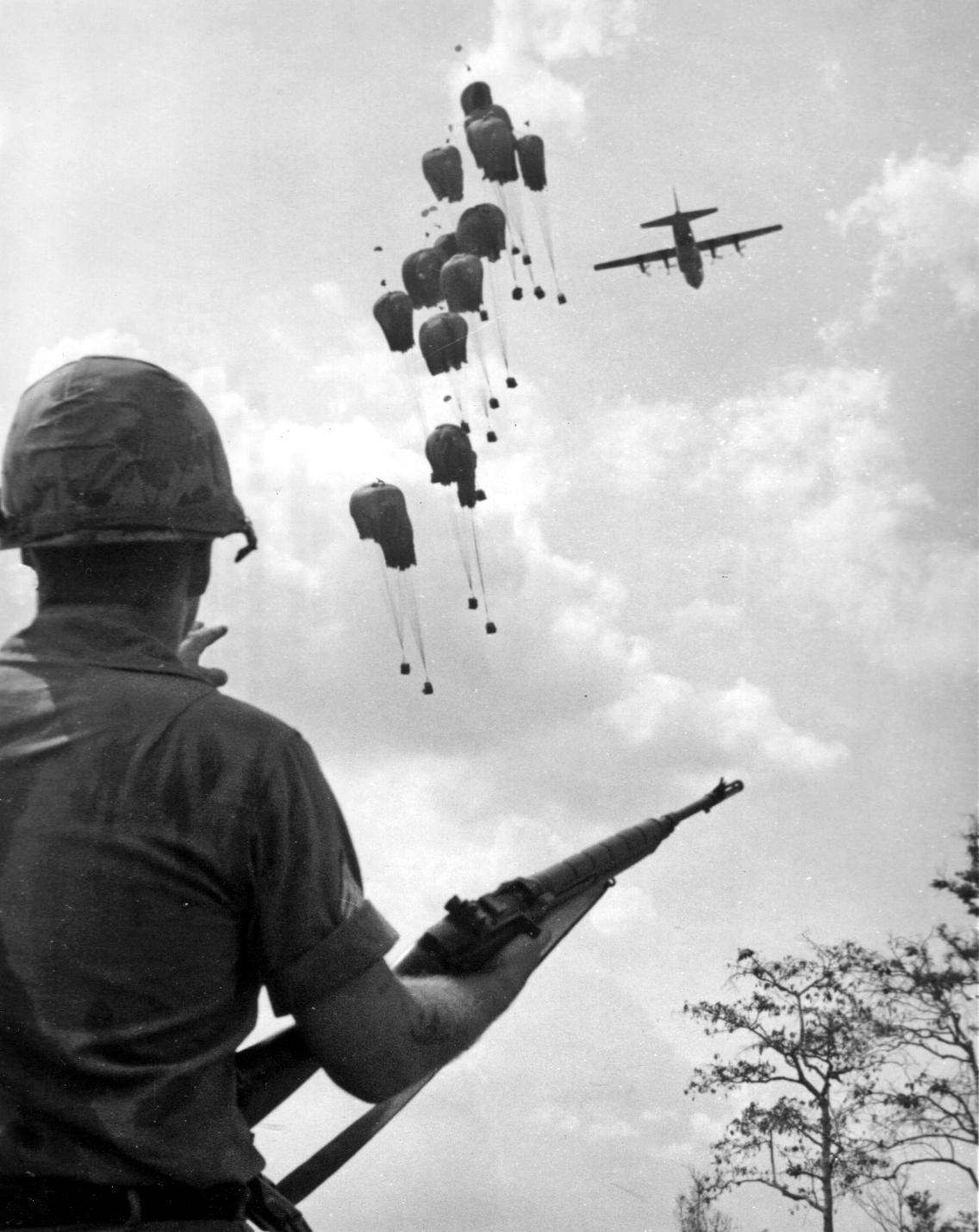
1967年越戰時使用的M14步槍
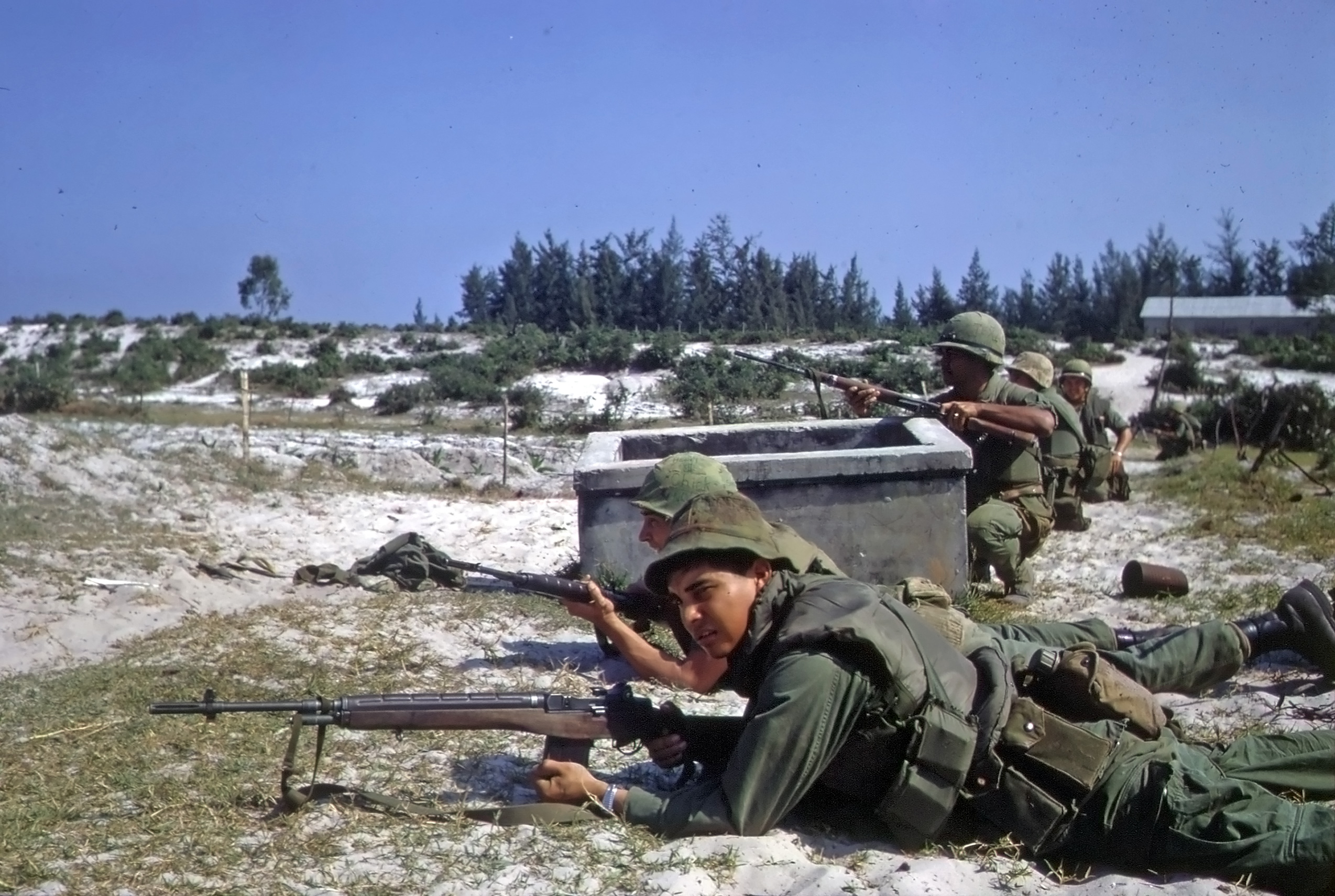
春節攻勢期間使用M14步槍的美軍士兵
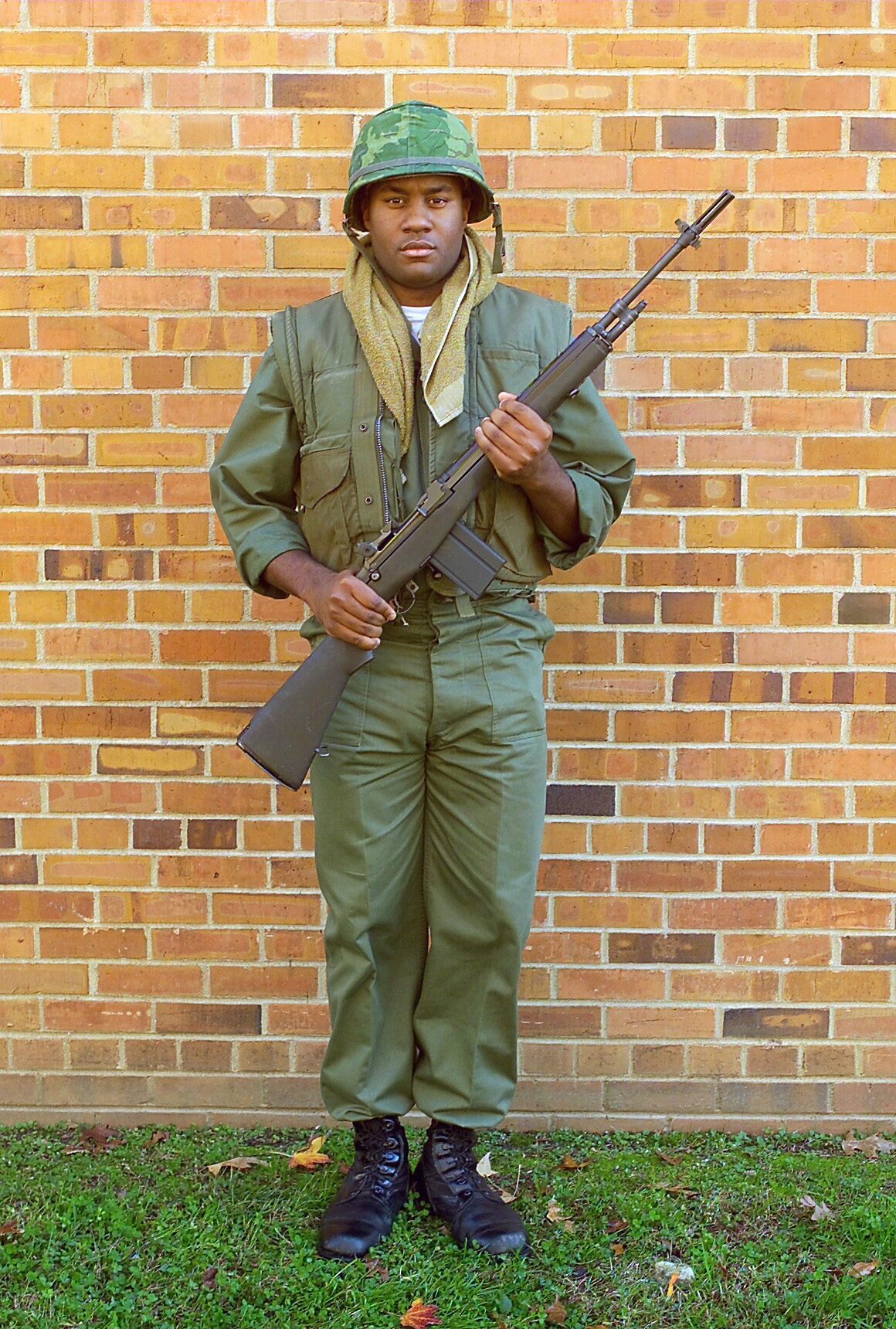
越戰時期的美國海軍陸戰隊員
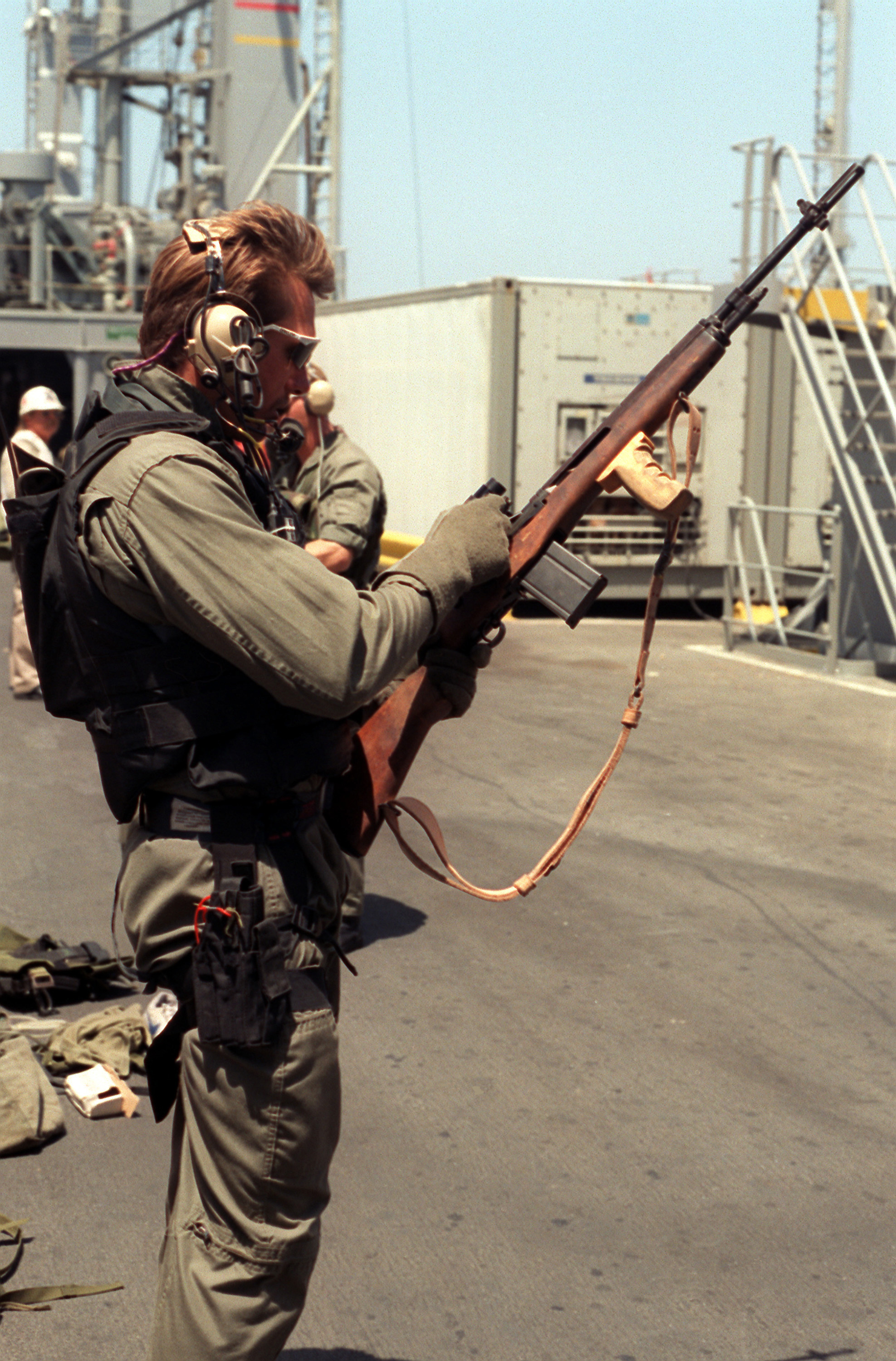
海灣戰爭期間參與海上攔截行動的一名海豹部隊幹員，他的M14裝有自行改造的前握把
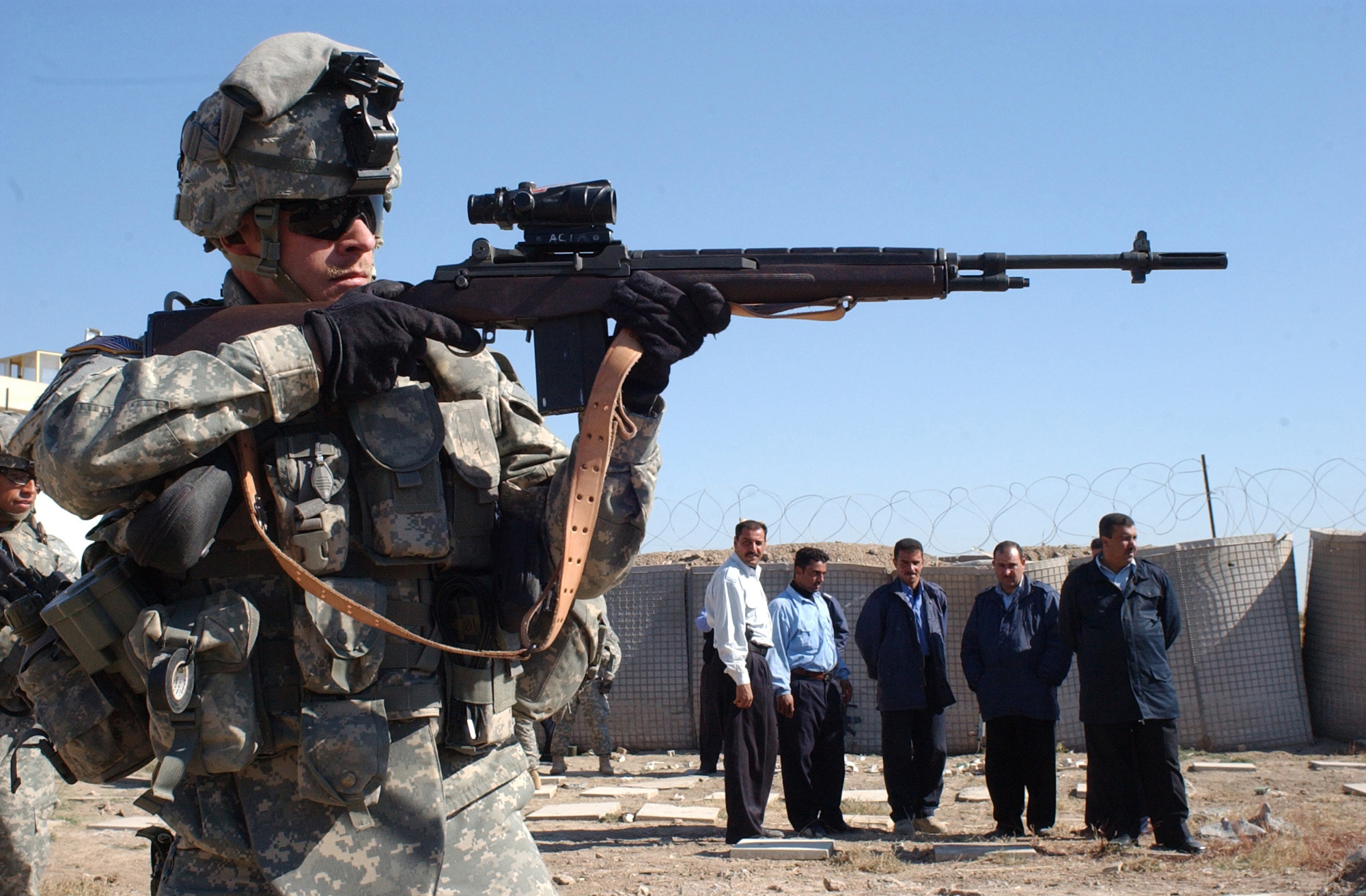
一名在伊拉克服役的美國陸軍士兵與他的M14，攝於2006年

## 衍生型

### M14E1
M14E1步槍的是專門為高機動性的傘兵和裝甲兵設計。
- 配備摺疊槍托
- 沒有正式裝備

### M15[6]
原意是為替換白朗寧自動步槍，全槍重13.5磅。
- 配備重槍管、兩腳架、支肩托板、可選射擊模式
- 計劃取消，沒有投產

### M14E2/M14A1
可選射擊模式的班用自動武器型M14。
- 繼承M15的設計，配備重槍管、兩腳架、支肩托板、可選射擊模式
- 首次完成設計的M14E2於1963年投產，重新設計的M14A1則於1966年投產

### M21 SWS
M21是美軍在1966年將M14精確化後的狙擊步槍版本。

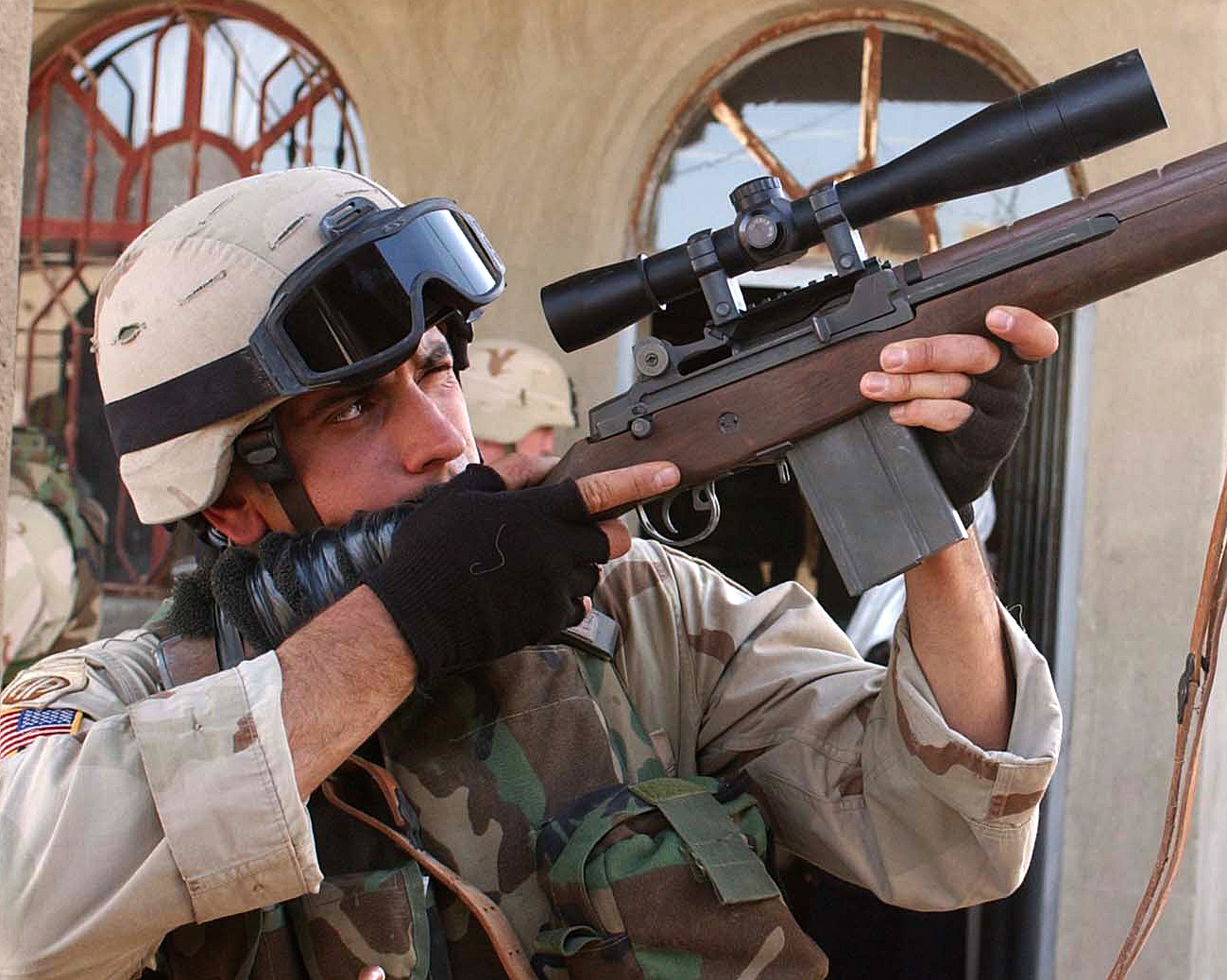
使用M21狙擊手武器系統的美軍第82空降師士兵

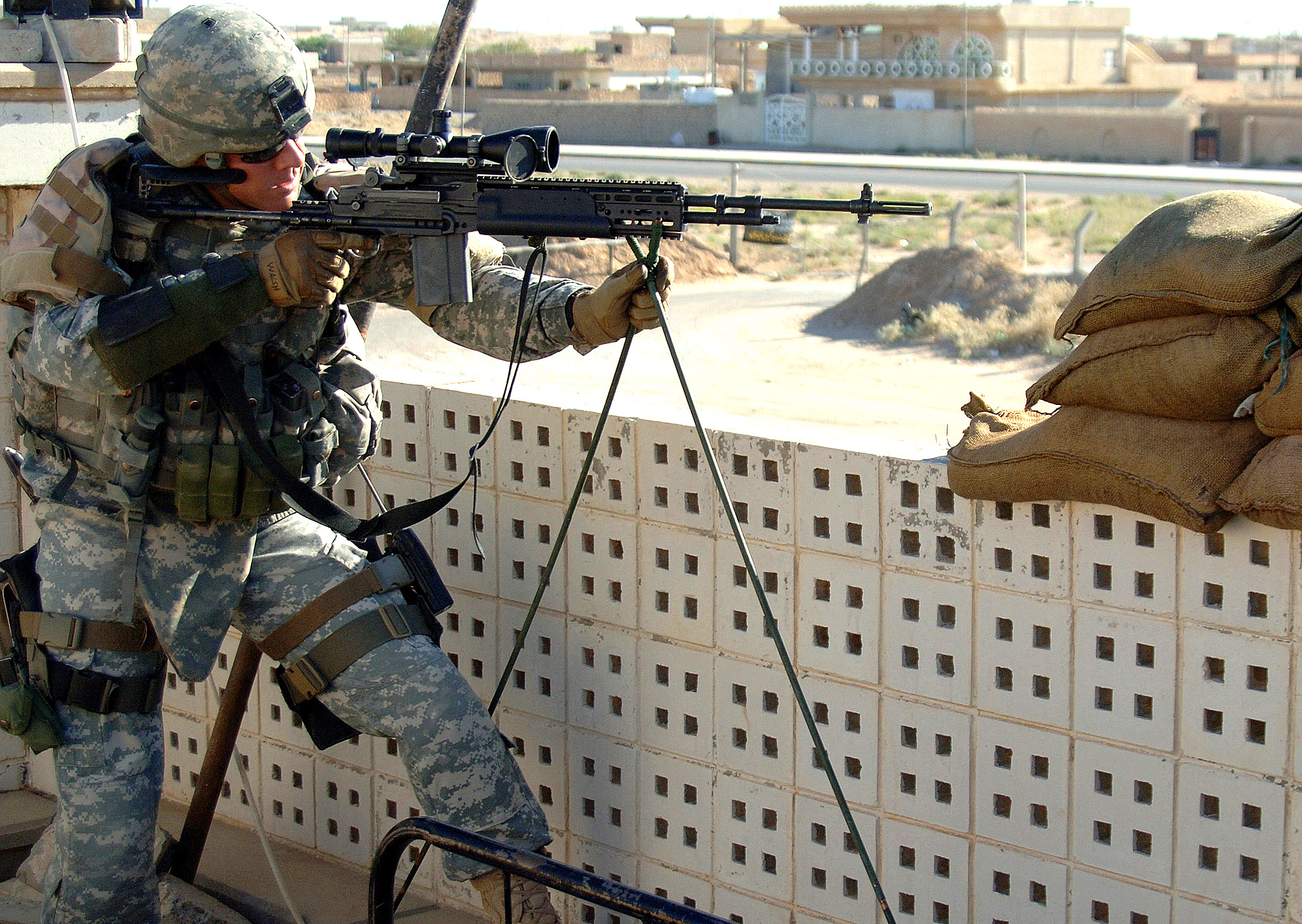
正在使用M14 EBR執行狙擊任務的美軍士兵

### M14 SMUD
- 用於引爆地雷或其他類似的炸藥
- 裝有瞄準鏡及國際比賽級槍管

### Mk 14 EBR
Mk 14 Mod 0／1增強型戰鬥步槍（Mk 14 Mod 0/1 Enhanced Battle Rifle，簡稱EBR），是更短的戰術型M14步槍，獲海豹部隊以及中華民國海軍陸戰隊採用

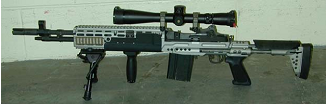
Mk 14 Mod 0 EBR

- 470毫米短槍管[8]
- 槍管裝有高效能消焰器
- 槍身配備伸縮式槍托
- 設有戰術導軌以安裝戰術配件

### M14 DMR
精確射手步槍（Designated Marksman Rifle，簡稱DMR），遠距離精確射擊步槍，同樣用於引爆地雷或其他類似的炸藥。

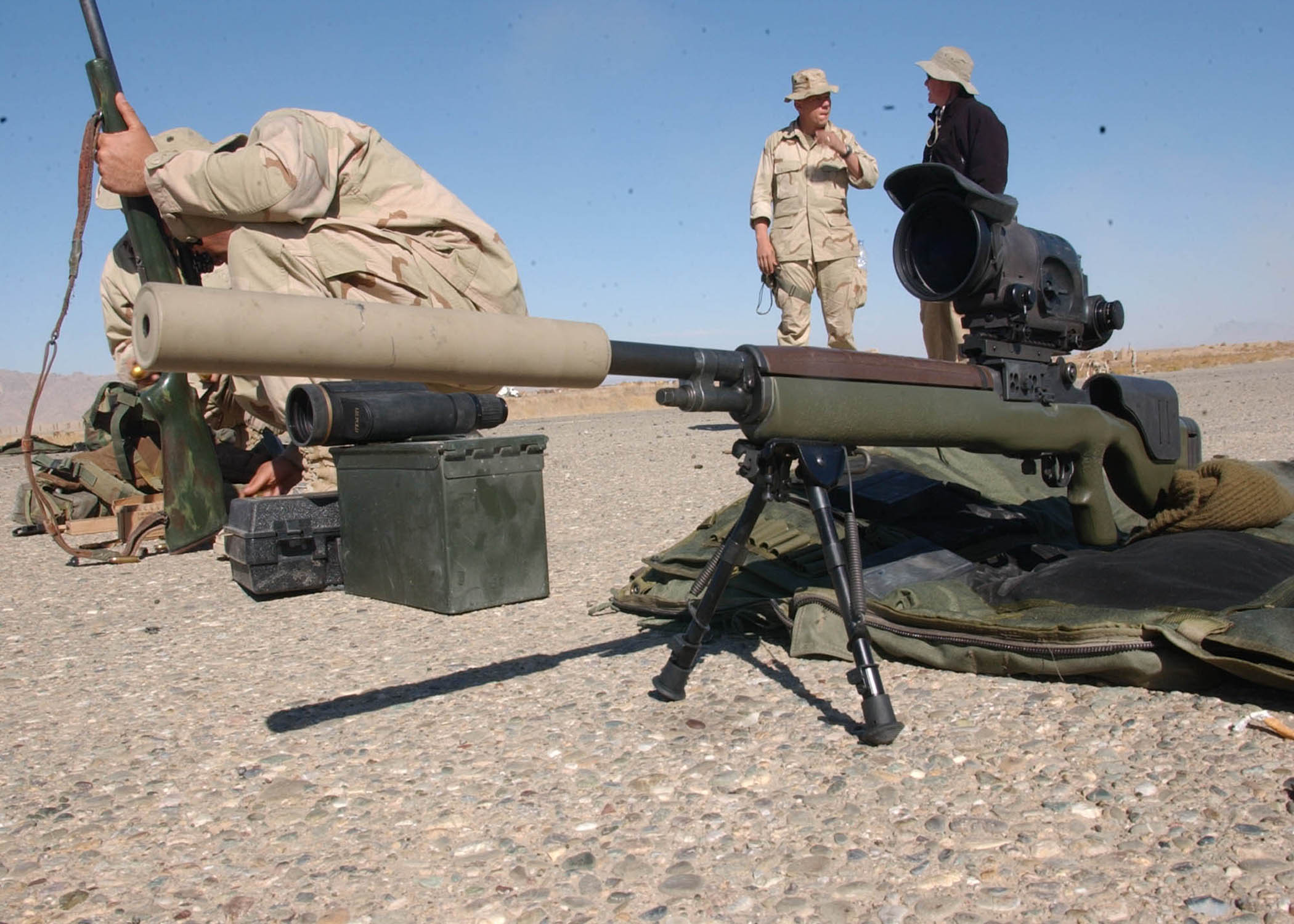
M14 DMR

- 槍身配備M2A槍托
- 設有變倍瞄準鏡

### M39 EMR
2008年推出的精確射手步槍，裝備美國海軍陸戰隊，計劃取代M14 DMR。

### M25 SWS
M21狙擊手武器系統的更新改良型，主要由美國陸軍第10特種部隊群所使用。

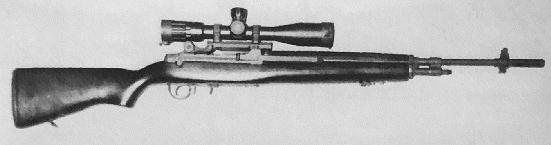
M25狙擊步槍

### 57式步槍
中華民國國防部於1968年（民國57年）向美國春田兵工廠進口M14並買下製造權開始製造中華民國的版本，後命名為“國造57式步槍”。

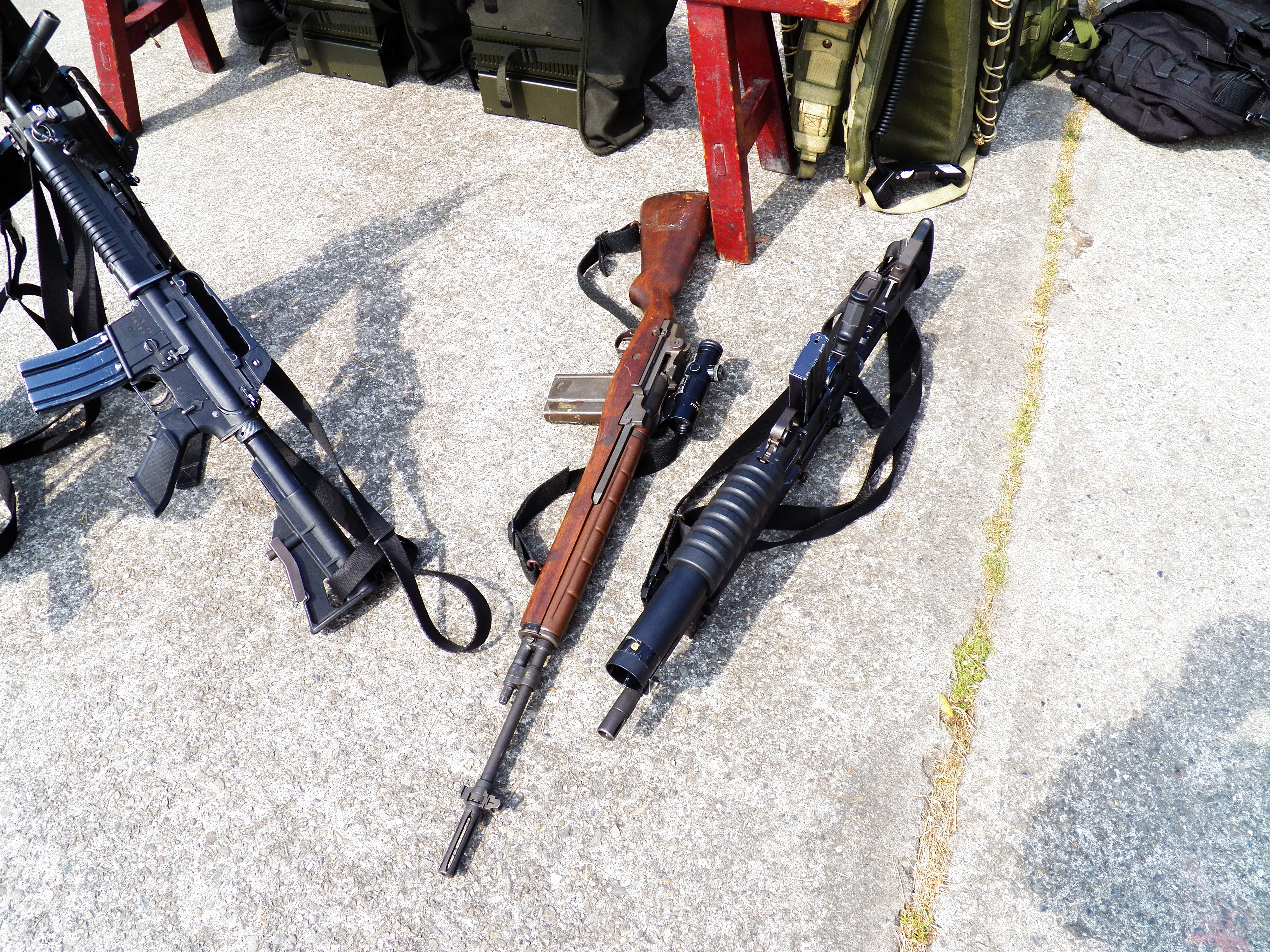
陸軍特戰小組的T91戰鬥步槍（左）、57式步槍（中）與T85榴彈發射器（右）

### 57甲式步槍
聯合勤務總司令部第六十兵工廠成功以逆向工程製造出M14的輕機槍版本M14A1，屬於57式步槍之功能加強型，因其基本結構大致相同故命名為“57甲式步槍”，該槍延用至1986年（民國75年）後逐步被T75班用機槍所取代。
- 改為安裝重槍管
- 配備兩腳架
- 可依任務需求供部隊作為自動步槍或輕機槍使用
- 槍托改為直線式以防止槍口跳動並順帶改善射擊精度
- 於護木下方增設可折疊型直角前握把並於扳機後方增設手槍型握把以利握持
- 槍口增設兼具制退器及消焰器雙重功能之膛口裝置

### XT98自動步槍
XT98自動步槍為中華民國聯勤205兵工廠為副狙擊手（觀測手）所設計及生產的半自動狙擊步槍，與T93狙擊步槍搭配使用。XT98沿用M14自動步槍的槍機結構，並加以改造，目前已製作出多把樣槍。據傳是於1996年台灣海峽飛彈危機期間向美方訂購的M14自動步槍來改造。

### M14K
由美國加州聖地牙哥的法國特色公司（La France Specialities）設計，美國亞利桑那州的坦佩史密斯企業（Smith Enterprise of Tempe）生產，原型使用M60通用機槍的導氣系統部件，另有特別製造的導氣系統令M14K可以改變射速及減低後座力。

### TCI M89SR
以色列國際技術諮詢公司（Technical Consulting international，TCI）推出的M14犢牛式改進型狙擊步槍。

### AWC G2
由AWC系統技術公司（AWC Systems Technology）改裝的犢牛式M14，但產量極少，AWC G2共有3種型號：G2、G2A、和G2FA。

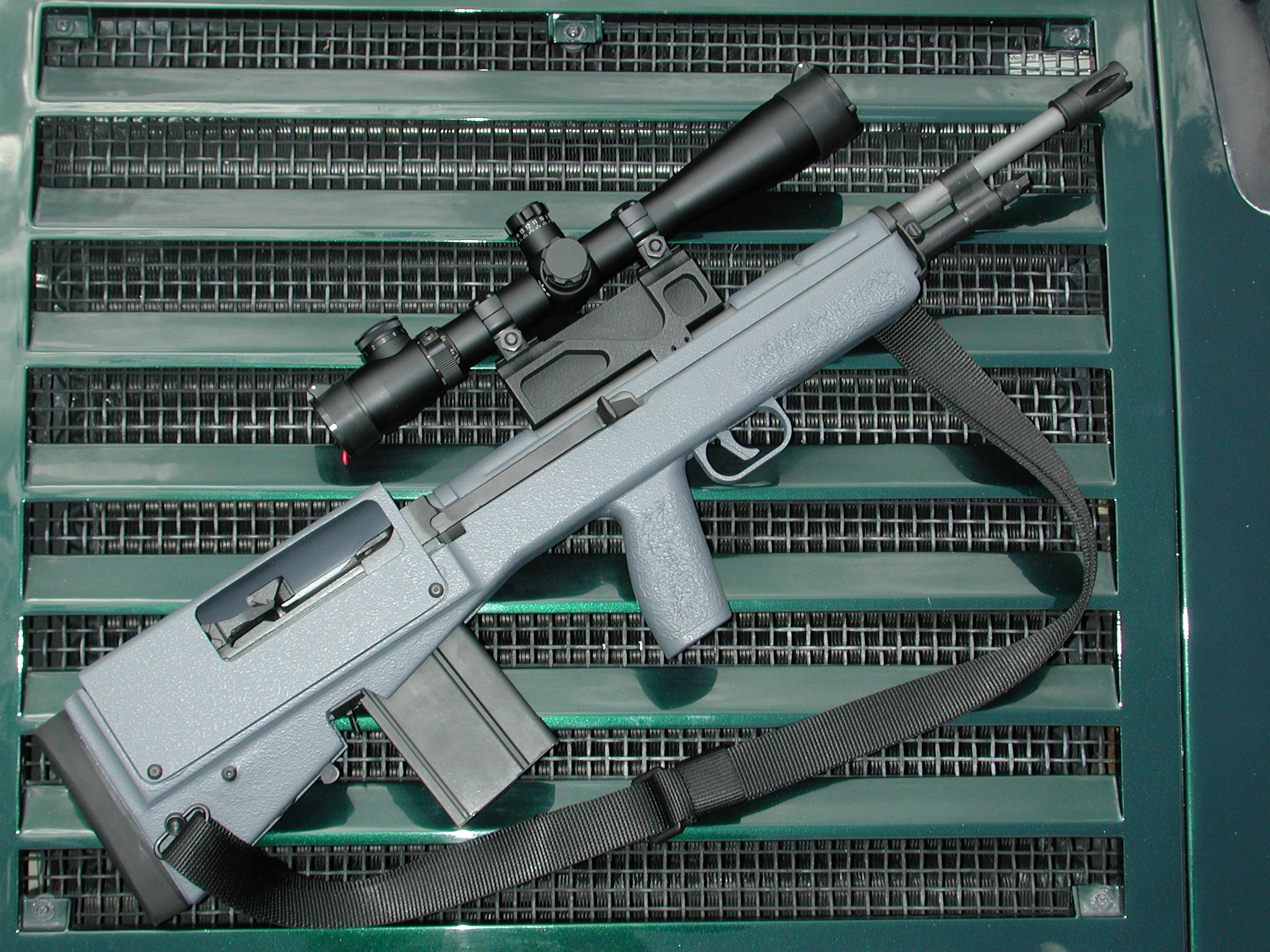
AWC G2A

- 安裝槍口制退器
- 可依任務需求安裝瞄準鏡
- G2FA可作全自動射擊
- G2A改為裝設重槍管

### SRSS BullDog 762
由短步槍槍托系統公司（Short Rifle Stock Systems，SRSS）改裝的犢牛式M14，目前發展至第四代，SRSS BullDog 762目前有3種型號：SOCOM 16、偵察班型和卡其色狙擊型。
- 安裝槍口制退器
- 裝有新型扳機連杆
- 可安裝瞄準鏡
- 可作全自動射擊型為戰鬥步槍

### IDF M14 SWS
以色列軍隊的M14 SWS（Sniper's Weapon System—狙擊手武器系統）。1973年贖罪日戰爭期間由美國按照軍事援助計劃移交給以色列國防軍，以高精度的槍管及重要部件重新組合成M14 SWS，作為狙擊步槍使用。
- 取消全自動射擊模式
- 裝上瞄準鏡（或夜視瞄準鏡）、新型整體槍托、兩腳架、腮托板和橡膠槍托底板

### M14L1
美國為立陶宛陸軍提供的一種M14狙擊步槍。

### M14S/M305
中華人民共和國 中國北方工業公司及保利科技未授權仿製的M14，M14S可全自動射擊，M305則為民用半自動版本。

### M305A
北方工業未授權仿製的M14步槍，但改為發射蘇聯7.62×39毫米M43子彈和改用AK彈匣供彈。

### M1A
M14步槍作為軍用步槍不能算成功，但由於市場備有配件可供選擇，加上價格便宜及精度良好，該槍在民間市場上有很好的銷路，多家工廠繼續生產民用型M14步槍（M1A）出售。

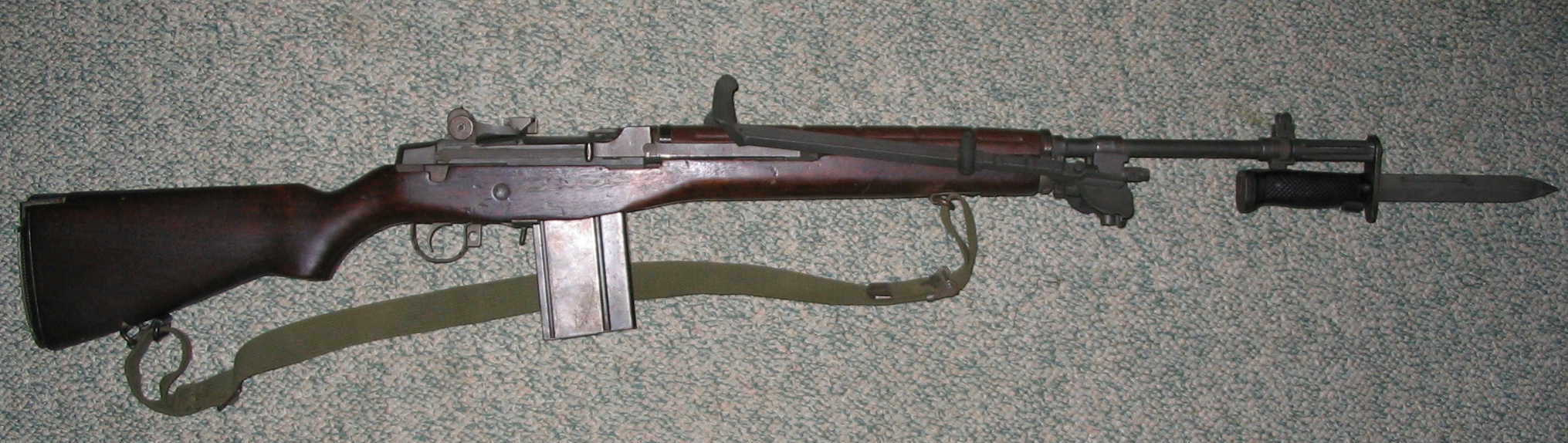
春田M1A半自動步槍

## 相關型號
- Ruger Mini-14是美國斯特姆-儒格公司（Sturm Ruger）以M1卡賓槍及M14自動步槍改進而成的小口徑的「迷你型」M14，共有5種型號。
- 意大利貝瑞塔（Beretta）的BM59並非M14的衍生型，只算是M1加蘭德步槍的衍生型。

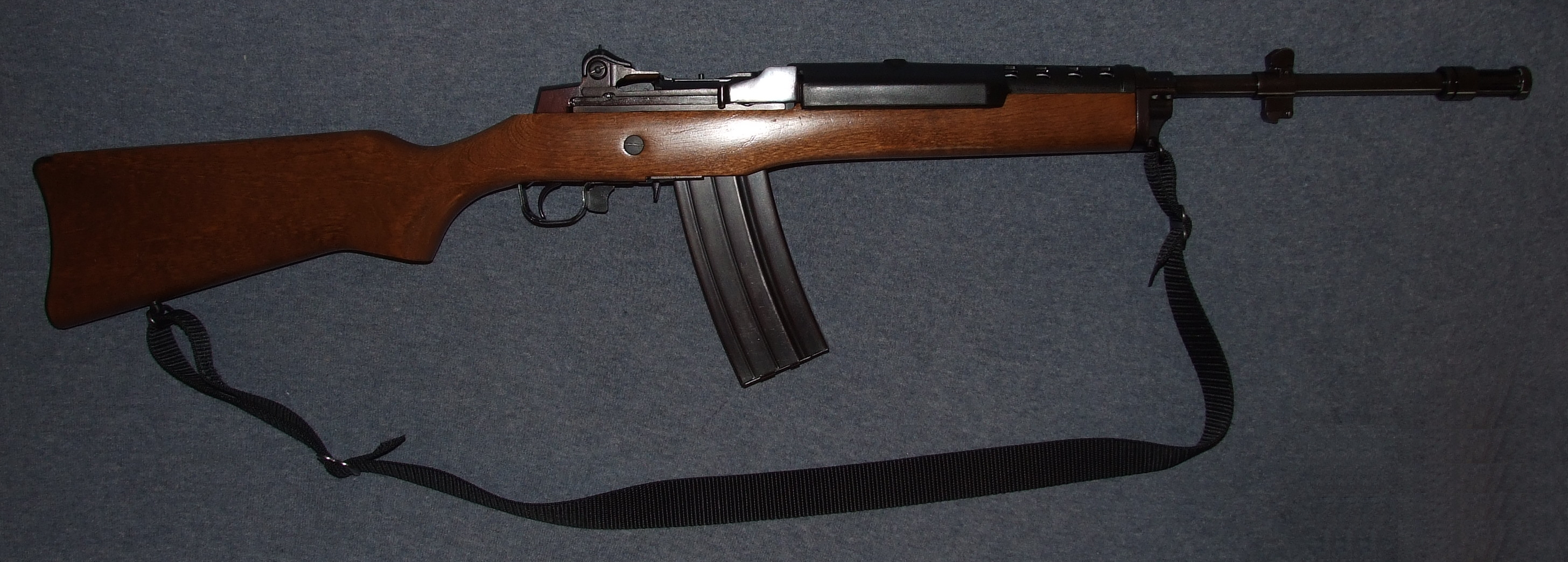
Ruger Mini-14
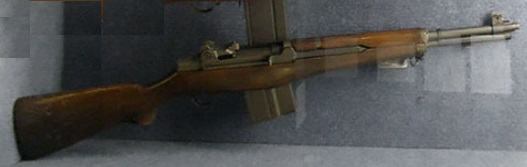
Beretta BM 59 Para

## 使用國
- 阿富汗伊斯兰共和国
  - 阿富汗國民軍（由美國軍援提供，主要用作儀仗槍）
- 阿根廷
- - 澳洲陸軍（越戰期間使用）
- 哥伦比亚
- 薩爾瓦多
- 爱沙尼亚
  - 愛沙尼亞國防軍（由美國軍援提供）
- 希腊
  - 希臘武裝部隊（由美國軍援提供，至今仍裝備希臘海軍）
- 海地
- 冰島
- 印度尼西亞
- 以色列
  - 以色列國防軍（由美國軍援提供，目前已退役）
- 拉脫維亞
  - 拉脫維亞國家武裝部隊（由美國軍援提供）
- 黎巴嫩
- 立陶宛
  - 立陶宛武裝部隊（由美國軍援提供）
- 马来西亚
- 摩洛哥
- 尼日尔
- 巴基斯坦
- 菲律賓
  - 菲律賓武裝部隊（由美國軍援提供）
- 波蘭
- - 大韓民國國軍（由美國軍援提供，目前已退役）
- 中華民國
  - 中華民國國軍（授權在當地生產，命名為“57式步槍”）
- 泰國
- 突尼西亞
- 土耳其
- 乌克兰
  - 烏克蘭武裝部隊（俄羅斯入侵烏克蘭期間由波羅的海國家軍援提供）
- 美国
  - 美國武裝部隊（被改裝成精確射手步槍繼續服役至21世紀，同時也用作儀仗槍）
- 委內瑞拉
- 越南
  - 越南人民軍（越南戰爭期間繳獲自美軍及繼承自前南越政權）
- 辛巴威

### 前使用國
- ：由美國軍援提供。
- 越南共和国：越戰期間從美國進口。

## 流行文化

### 電影
- 1987年—：為劇中美國海軍陸戰隊新兵們訓練時所用的槍械，亦被倫納德“歌篾派爾”勞倫斯列兵（文森·唐諾佛利歐飾演）用以射殺哈特曼士官長（李·艾爾米飾演）並吞槍 自盡。
- 1987年—《報告班長》：片中中華民國國軍使用的57式步槍也就是M14步槍的台灣版。
- 1993年—《異域2：孤軍》：片中孤軍協助泰國攻打緬共(叭噹山戰役)所出現的M14步槍，由孤軍士兵小丁(林志穎飾演)所使用。
- 2001年—：裝上Aimpoint（英语：Aimpoint AB） Comp紅點鏡，由三角洲特種部隊 軍士蘭迪·舒哈特（約翰尼·斯特朗飾演）所使用。
- 2008年—：配有瞄準鏡和兩腳架，黑色槍身。由中央情報局特工巴薩姆（奧斯卡·伊薩克飾演）所使用。
- 2012年—：為美國陸軍退伍軍人詹姆斯巴爾擁有，由建築公司總裁的手下用來屠殺平民與暗殺建築業老闆。
- 2015年—《战狼》：為北方工業仿製型，安装狙击镜与伪装布条，由雇佣兵成员“刺客”用于狙杀中国人民解放军士兵。

### 電子遊戲
- 2004年—：命名為“M14”，但在游戲中第一人稱視角的武器模組採用鏡像佈局（拉機柄和拋殼口位於左側），且無無彈後定。
- 2006年—：命名为“M14”，归类为战斗步枪，在任务“十四号修正案”中出现，用于装备白宫仪仗队的美国海军陆战队士兵，但奇怪地使用25发弹匣供弹。
- 2007年—《2》
- 2007年—《穿越火线》：型号为M14A1，作为GP武器并以突击步枪之姿出现，外觀上使用10发弹匣但其彈匣能装填30发弹药。
- 2007年—及重製版：實際上是春田M1A半自動步槍（重製版中修正為M14，使用18寸槍管），僅在聯機模式登場，歸類為突擊步槍。外表為黑色槍身，僅可半自動射擊，無空倉掛機。於等級46解鎖，可使用改裝包括：榴彈發射器、紅點鏡、消音器及ACOG光學瞄準鏡。
- 2010年—：命名為“M14”，外型類似於M14E2輕機槍，僅可半自動射擊，載彈量20發（殭屍模式時為8發），戰役模式中由美軍援越司令部研究觀察團及美國海軍陸戰隊所使用。聯機模式時於等級9解鎖，殭屍模式有一特殊型號"Mnesia"。可使用改裝包括：M203榴彈發射器、延長彈匣（增至45發）、彈匣並聯、火焰噴射器、紅點鏡、下掛式霰彈槍、ACOG光學瞄準鏡、紅外線探測式瞄具、消音器、反射式瞄準鏡。
- 2012年—《II》：僅在殭屍模式中登場，造型和性能跟前作相近，但改用黑色塑膠槍身，彈匣僅有8發子彈。
- 2012年—《战争前线》：型号为M21A5，使用18英寸枪管、Fulton战术导轨以及JAE-100枪托，命名为“M14疯马”，以10发弹匣供彈，为狙击手专用武器，可以通过抽奖获得。可以改装枪口配件（狙击枪制退器）、战术导轨配件（狙击枪双脚架、特殊狙击枪双脚架）以及瞄准镜（狙击枪5.5x瞄准镜、狙击枪4.5x中程瞄准镜、狙击枪4x短程瞄准镜、狙击槍5x快速瞄准镜）。拥有黄金版本，强化射速及射程，同时对生化僵尸有50%的伤害加成。
- 2013年—《2》：使用麥克米蘭M2A槍托及16寸槍管，命名為「M308」，載彈量為10發，可改裝至全自動射擊。
- 2013年—《3》：命名為“Mk14 7.62mm”。
- 2016年—《少女前線》：萌擬人化的三星步槍戰術人形，指揮官等級上升後可獲得的獎勵。
- 2017年—《風起雲湧2：越南（英语：Rising Storm 2: Vietnam）》：由美軍陣營所使用。
- 2017年—《絕地求生》：空投武器。命名為「Mk14」（中文：“Mk14狙击枪”），虽然名为狙击枪，实则是被定位成一把精确射手步枪（Designated Marksman Rifle，简称：DMR），使用7.62毫米口徑子彈（《绝地求生》没有区分7.62×39mm和7.62×51mm NATO，会出现打M14打AKM子弹这种奇怪的情况），可配備：所有步槍或狙击枪槍口及彈匣、所有瞄具、托腮板。以10發或20發彈匣（後者為使用擴容彈匣或快速擴容彈匣）供彈。
- 2018年—《5》：命名為“MS16”，僅可半自動射擊。其武器模組採用鏡像佈局（拋殼口及拉機柄在左邊），且無空倉挂機。可外加槍口抑制器、瞄具、外紅點。
- 2019年—：命名為“EBR-14”，預設使用18吋槍管及以10發短彈匣供彈，只能半自動射擊。戰役模式中由英國陸軍 特種空勤團幹員凱爾·蓋瑞克於“行動開始”關卡中所使用；EBR版本也由中央情報局特別活動部幹員亞歷克在“使館攻防”關卡中所使用。聯機模式中則為解鎖武器，歸類為“特等射手步槍”，並可進行定制改裝。透過使用“FFS Raider Chassis Elite”改裝可變更為M14 EBR。
- 2020年—《決勝時刻：黑色行動冷戰》：命名為“DMR 14”，僅可半自動射擊。
- 2021年—《極地戰嚎6》：命名為「MS16 L」，初始設定預設為15發彈匣，可改裝至20發，僅可半自動射擊，模組採用鏡像佈局，錯誤地不會無彈後定。可加裝槍口抑制器、瞄具、外紅點。
- 2021年—《嚴陣以待》：於資料片“黑暗水域”實裝，命名為“M14S-16”，配備SOCOM-16半自動步槍的16寸槍管和槍身，並裝有導軌套件。
- 2022年—《決勝時刻：現代戰爭II 2022》：命名為“SO-14”。
- 2024年—《浩劫殺陣2：車諾比之心》：命名為「Mark I EBR」，配備塑膠槍身，預設以10發彈匣供彈，只能半自動射擊。
- 2024年—《三角洲行动》：命名为“M14射手步枪”），使用7.62×51mm弹药，可以使用单发或全自动模式射击。虽然名为射手步枪，但因全自动模式下的强大火力，一般是当作突击步枪使用。初始设定为10发弹容量，可通过改装提升。枪本身为原装木质枪托，可通过安装“M14先进枪身系统”等改装，变成实际上的“MK14增强型战斗步枪”。

### 動畫
- 2009年—《鋼之鍊金術師 FULLMETAL ALCHEMIST》：由亞美斯多利斯軍部官兵所使用，但有時會變為儒格Mini-14半自動步槍。
- 2010年—《OVA》：裝有瞄準鏡，由一名美軍“灰狐”特種部隊幹員所使用。
- 2012年—《槍械少女！！》：以擬人化形象登場，為青錆學園高中部學生。

### 漫畫
- 1987年—《城市獵人》：由犽羽獠所使用。
- 2015年—《東京喰種:re》：加裝M203榴彈發射器與狙擊鏡，於第7話由真戶曉用於發射麻醉彈槍擊佐佐木琲世。

## 外部連結
- （英文）—春田兵工廠主頁
- （中文）—M14型步枪概述 （页面存档备份，存于）
- Shooting the M14: Full Auto Really Uncontrollable? （页面存档备份，存于）
- H&R's Experimental M14 Guerrilla Gun （页面存档备份，存于）
- Communist Heresy: Norinco's M305A M14 in 7.62x39mm （页面存档备份，存于）